# Розела червона
Розела червона (Platycercus elegans) — вид птахів родини Папугові (Psittacidae), мешкає на заході та південному заході  Австралії. Вид охоплює 6 підвидів, які помітно різняться забарвленням.
Середнього розміру папуга, довжиною до 36 см, причому довжина хвоста досягає 17 см. Тривалість життя 25-35 років (в неволі).
Населяє прибережні та гірські ліси на всіх широтах. Часто їх можна зустріти у парках та садах. Уникають посушливих місць, а також місць, де відсутні дерева. Зазвичай тримаються зграями.
Гніздиться, як інші розели, в дуплах дерев. В кладці 4-8 яєць кремового кольору, які самка висиджує 22-24 дні. Ще через місяць пташенята самостійно покидають гніздо, але батьки продовжують підгодовувати їх протягом 2-3 тижнів. У віці 16 місяців молоді птахи набувають дорослого забарвлення.
Часто зустрічається в неволі. Має миролюбний та спокійний характер. Легко приручається. В неволі розмножуються рідко, оскільки часто кидають кладку чи пташенят.

## Галерея

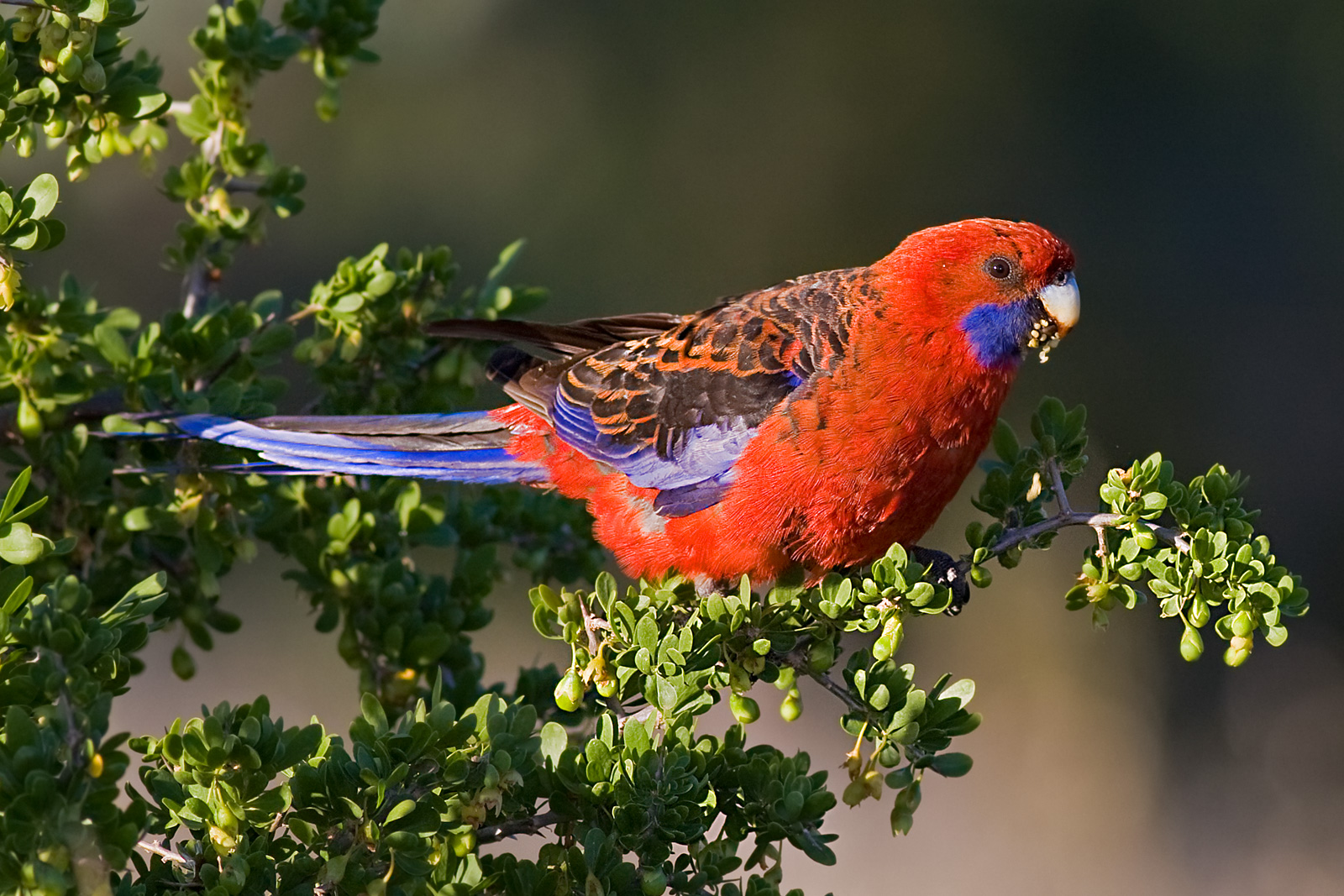
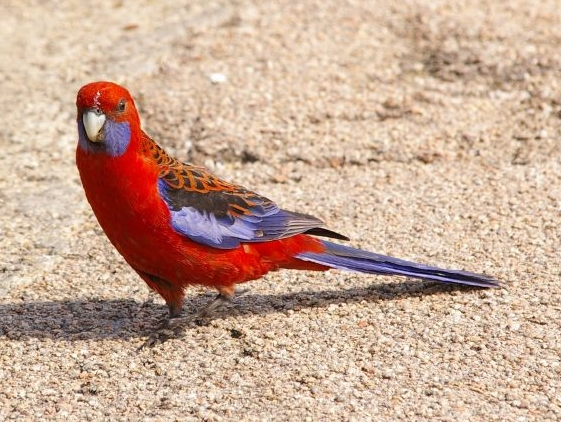
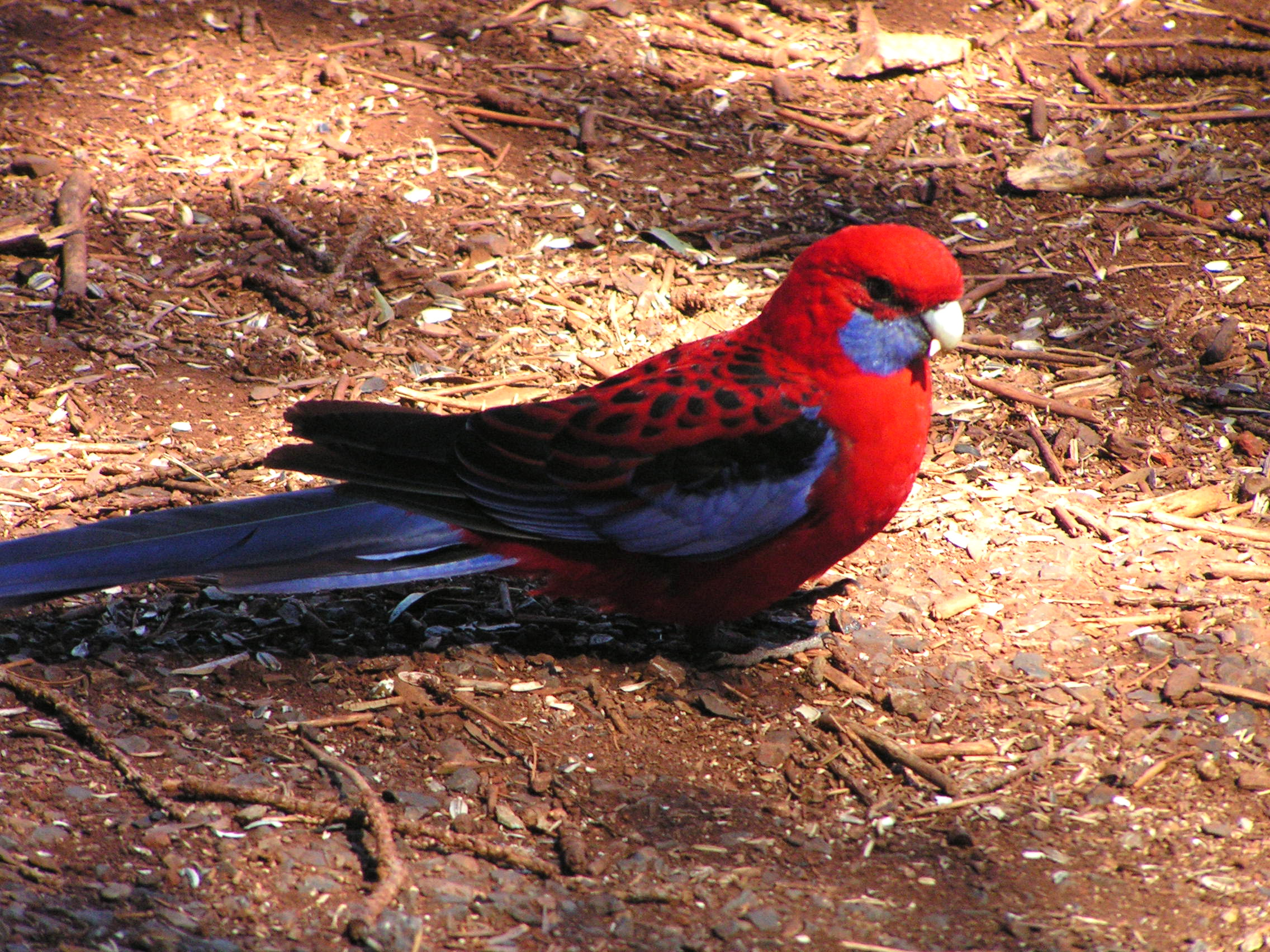